# Bàndicut bru meridional
El bàndicut bru meridional (Isoodon obesulus) és un bàndicut que viu principalment al sud d'Austràlia. Presenta un cert grau de dimorfisme sexual, fent que les femelles siguin un xic més petites que els mascles.